# Втеча на Відьмину гору (фільм, 1995)
Втеча на Відьмину гору (англ. Escape to Witch Mountain) — американський пригодницький телефільм 1995 року.

## Сюжет
Близнюки Дені і Енн були розлучені в дитинстві. Через дев'ять років вони зустрілися в притулку. Виявилося, що брат і сестра володіють екстрасенсорними здібностями. Вони можуть передбачати події і пересувати поглядом різні предмети. Прознавши про незвичайні здібності близнюків, багач Болт усиновляє їх. Він переслідує корисливі цілі. За допомогою дітей він задумав розібрати без застосування техніки гору Відьми, надра якої містять цінну руду. Дені і Енн передчувають недобре. Вони тікають з багатого будинку свого прийомного батька на пошуки своїх справжніх батьків. Друзі допомагають їм дістатися до гори Відьми, де їх очікують найнесподіваніші події.

## У ролях
- Елізабет Мосс — Енн
- Ерік фон Деттен — Денні
- Роберт Вон — Едвард Болт
- Сем Хорріган — Ксандер
- Бред Дуріф — Лютер / Бруно
- Перрі Рівз — Зої Мун
- Вінсент Шйавеллі — Волдо Фаддей
- Кевін Тай — шериф Бронсон
- Лінн Муді — Ліндсей Браун
- Лорен Том  — Клаудія Форд
- Генрі Гібсон — Реветч
- Боббі Мотаун — Скіто
- Джон Петлок — Батлер
- Бет Кольт — офіцер
- Деніел Лейвері — містер Флінн
- Джеффрі Ламперт — людина у телевізорі
- Рей Лайкінс — заступник